# Skulpturenpfad Herten
In Herten gibt es eine Vielzahl von bildhauerischen Kunstwerken. Unter dem Motto Kunst am Weg stellt dieser Skulpturenpfad einen Beitrag zur Kunst im öffentlichen Raum dar.
Nicht nur Kunstinteressierte kommen dabei auf ihre Kosten. Ein Teil der Objekte wird von Kindern als Spielgerät benutzt, wie zum Beispiel das Fohlen vor dem Hertner Rathaus. Andere Objekte fordern direkt zum Anfassen auf oder laden zu anderen sinnlichen Erfahrungen ein, wie der „große Summstein“ im Hof des Glashauses.

## Gänsebogen

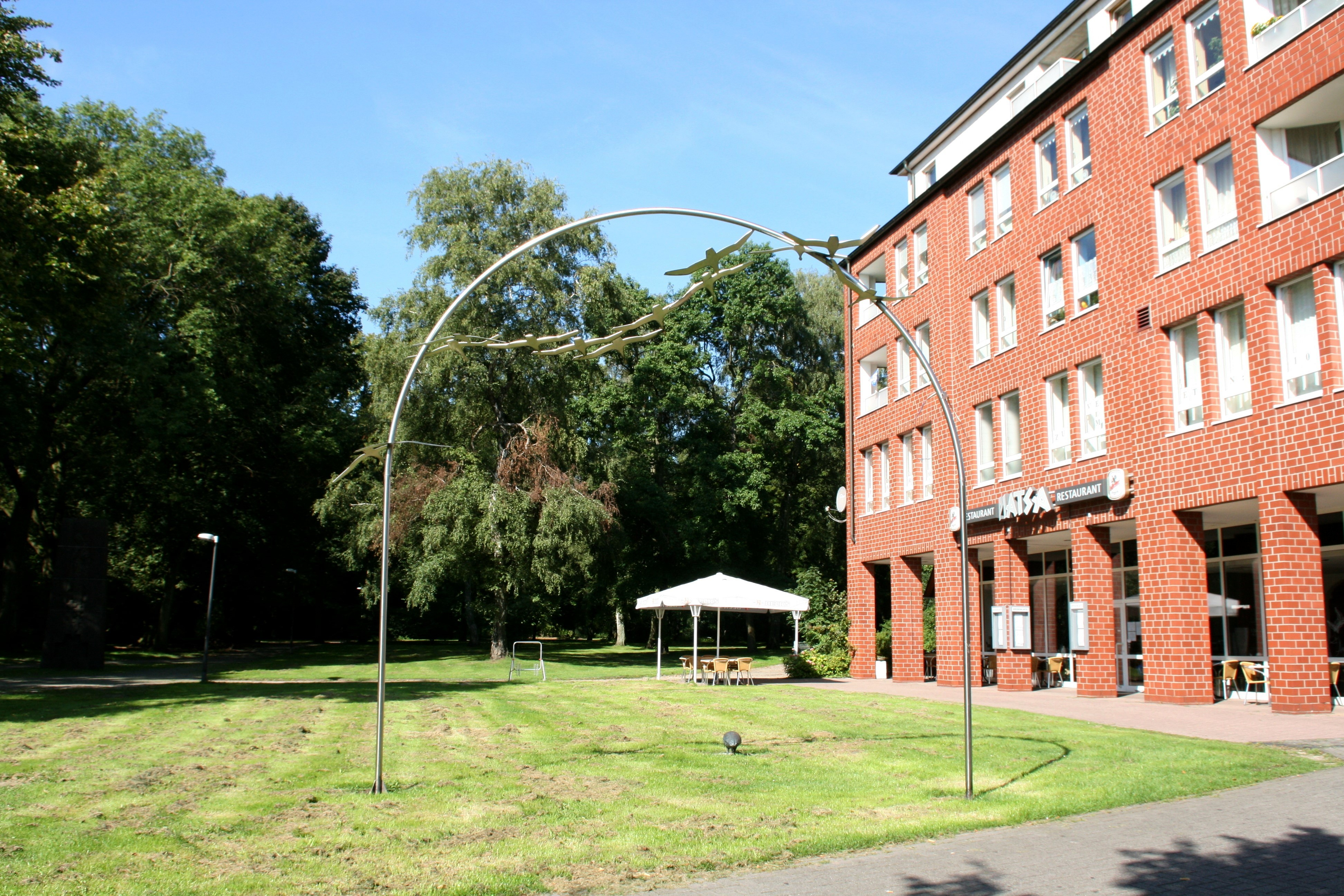
Gänsebogen

von Wolfgang Lamché, Ennigerloh – Aufgestellt 1997

Standort: Ewaldstraße – Alter Friedhof
Ein fünf Meter hoher Edelstahlbogen und eine Reihe ebenfalls aus Edelstahl stilisierter Gänse – das sind die Elemente des Gänsebogens am „Cirkel-Bau“. Die Gänse wählte der Künstler, weil sie als „Masttiere der Bergleute“ ein Stück lokaler Geschichte widerspiegeln. An seinem Standort leistet das Kunstwerk zweierlei: Zum einen stellt es einen Kontrapunkt zu den rechteckigen Cirkel-Arkaden dar, zum anderen wirkt es als Tor zum angrenzenden Friedhofsgelände. Komplettiert wird das Werk aus geschliffenem Edelstahl durch eine Bronzeplastik am Boden, auch hier eine Gans. Der Künstler konfrontiert beide Materialien mit Hilfe des gleichen Motivs – und schafft damit eine besondere Herausforderung für den Betrachter.

## Bachlauf Bramhügel

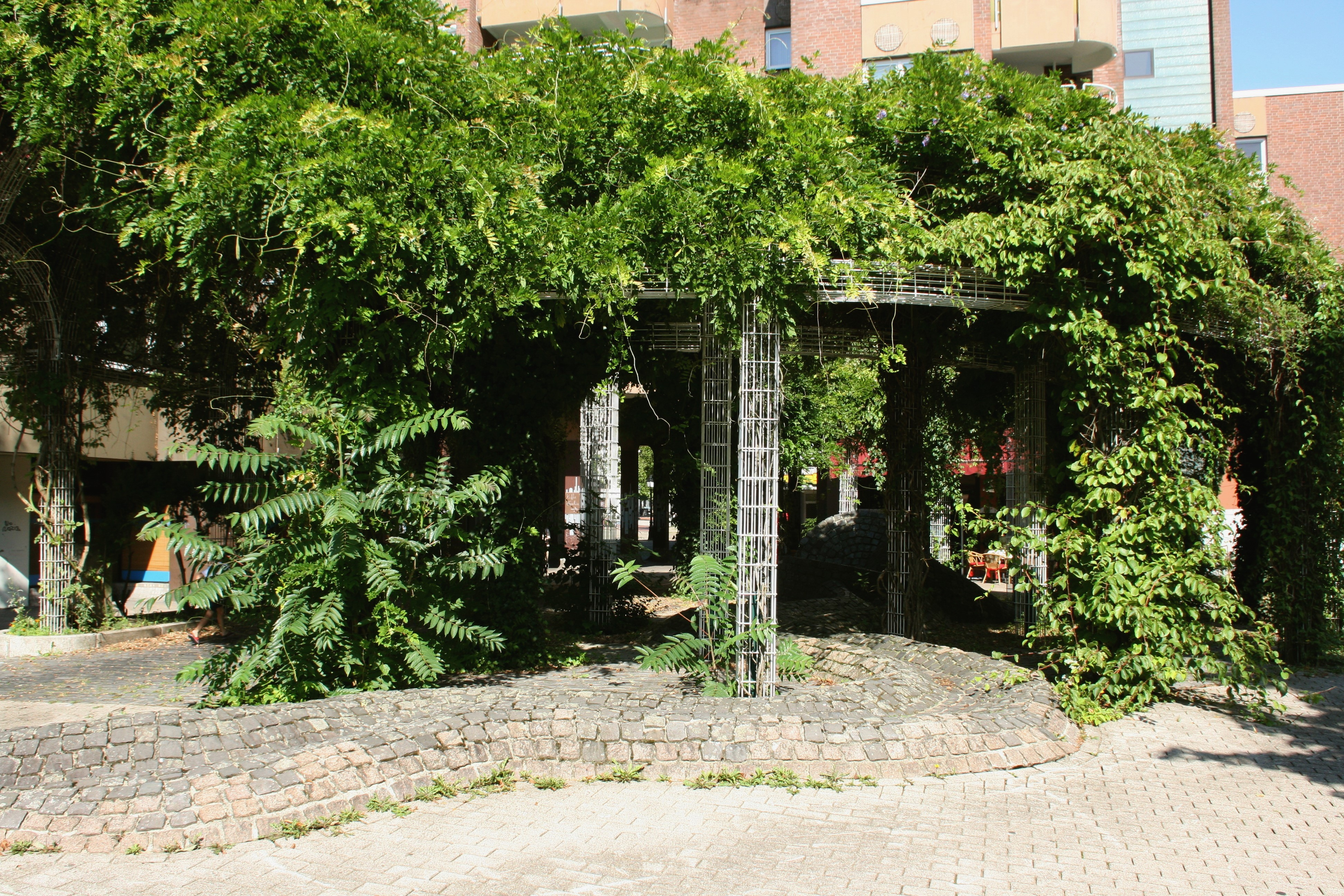
Bachlauf Bramhügel

von Dr. Willi Balzer, Herten – Fertigstellung 1985

Standort: Ewaldstraße – Kurt-Schumacher-Straße – Theodor-Heuss-Straße
Der Bachlauf Bramhügel entstand aus dem Bedürfnis, der kompakten Bebauung in diesem Bereich ein lebendiges Gestaltungselement hinzuzufügen. Dabei machte sich der Künstler die Geschichte dieses Ortes zunutze: Der seinem Namen „Bram“hügel nach einst hier gelegene, mit Ginster bewachsene Sandhügel und der an gleicher Stelle noch im 19. Jahrhundert für den Fischfang genutzte Bramhügelteich lieferten die Gestaltungselemente: Hügel und Wasser. In früheren Zeiten fiel die Landschaft vom Bramhügel (heute ungefähr „Cirkel-Komplex“) bis nach Herten-Süd und zum Emscherbruch ab. Es gab einen natürlichen Wasserlauf, der vom Paschenberg über den Bramhügel bis zur heutigen Wieschenbeck / Wiesenstraße und dann später in die Emscher floss. In Anlehnung daran entstand eine hügelig gepflasterte Landschaft mit Bachlauf, ergänzt um einige mit Kletterpflanzen berankte Arkaden.

## Lesender

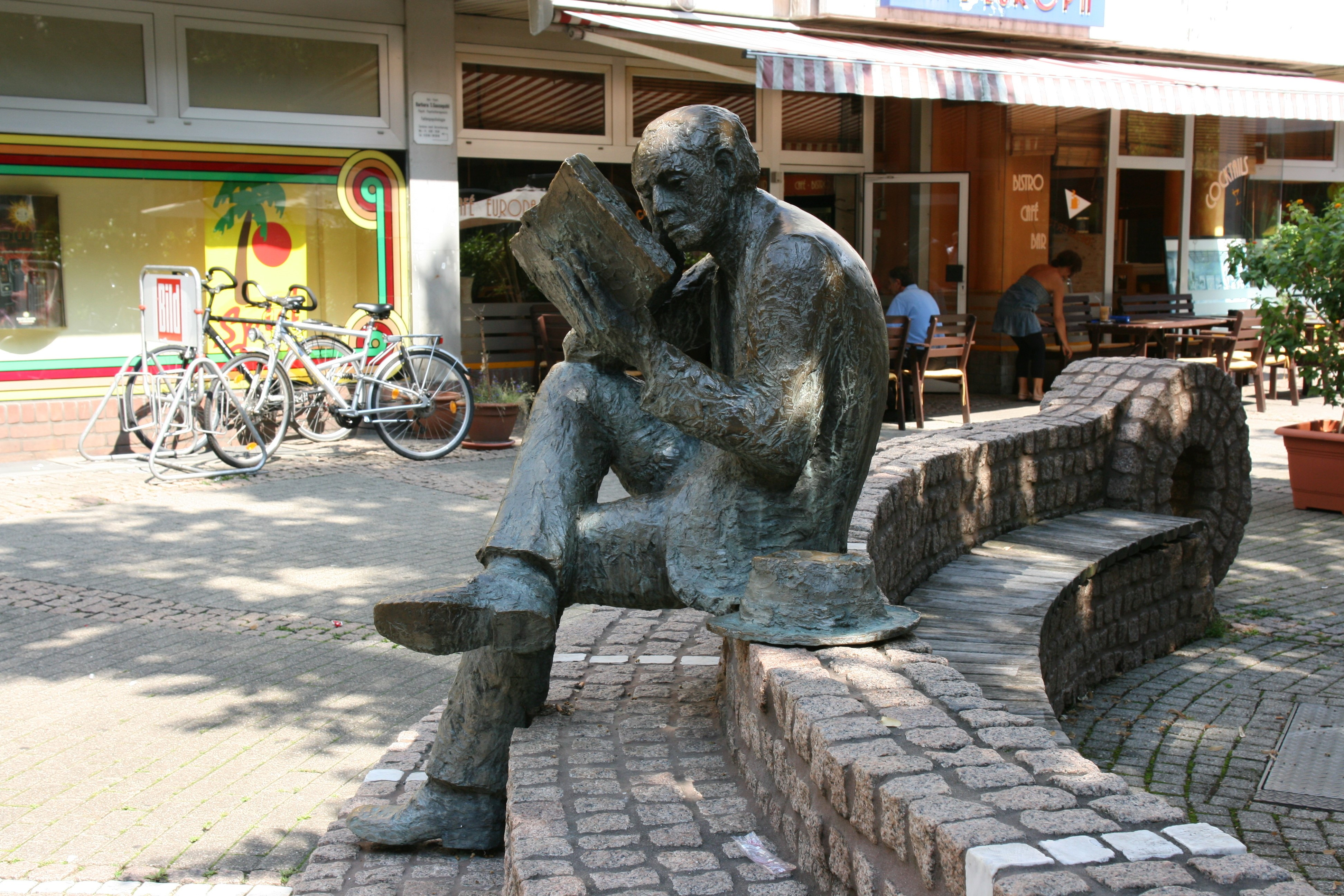
Lesender

von Heinrich Brockmeier, Recklinghausen – Aufgestellt 1984

Standort: Place d’Arras – Pastoratsweg
Inmitten der Innenstadt, am Brunnen der Städtepartnerschaft, lädt der „Lesende“ ein, innezuhalten und der Hektik des Alltags für Momente zu entkommen. Die rund 300 Kilogramm schwere Bronzefigur zeigt einen Mann, sitzend auf dem Brunnenrand, vertieft in ein Buch. Ein Kunstwerk, das der Künstler nicht nur zum Betrachten, sondern auch zum Betasten schuf: Der „Lesende“ verfügt über einen besonderen Berührungseffekt, durch den diejenigen Stellen, die mit Händen berührt wurden, ihre Farbe behielten; alle anderen Flächen jedoch wurden mit der Zeit dunkler.

## Schutzmantelmadonna

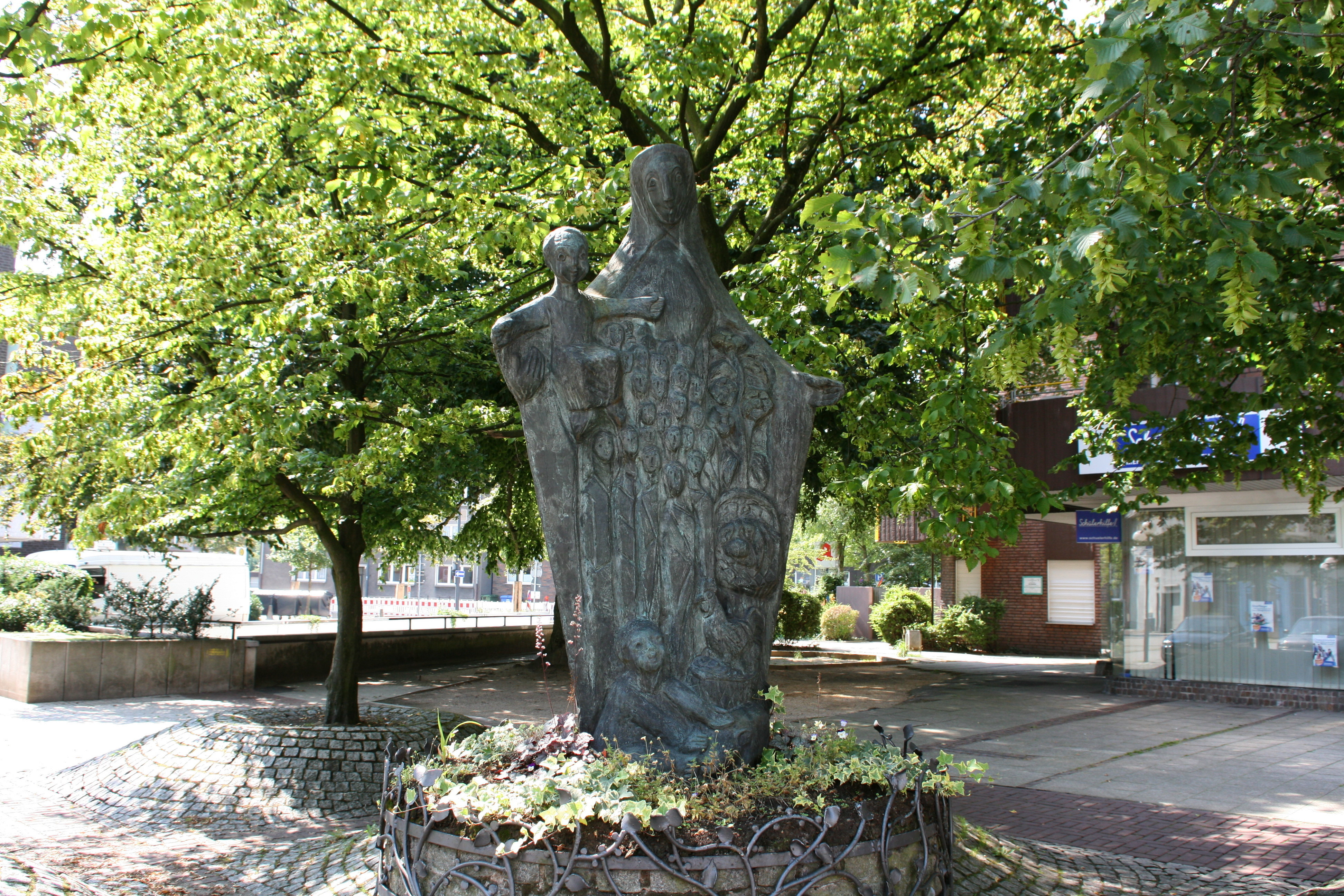
Schutzmantelmadonna

von Hilde Schürk-Frisch, Münster – Aufgestellt 1978

Standort: Marktplatz
Von den Nöten der Menschen, aber auch von ihrem kindlichen Vertrauen auf den Schutz der Gottesmutter Maria erzählt die „Schutzmantelmadonna“. Ihr Standort, der Marktplatz, scheint nicht zufällig gewählt: Hier, inmitten des menschlichen Treibens, bietet die Madonna ihre schützende Umarmung an. Die Bronzefigur zeigt die Madonna mit dem Jesus-Kind auf dem Arm; der Mantel ist weit geöffnet, darunter versammelt zahlreiche Menschen sowie Hahn, Hund und Schwein als Symbole für Gottes ganze Schöpfung, die unter dem Schutz der Gottesmutter steht. Das Kind zu Füßen der Madonna ist Ausdruck eines gläubigen Vertrauens, das sich auch in einer Gebetszeile auf der Rückseite der Statue widerspiegelt.

## Mädchen mit Taube

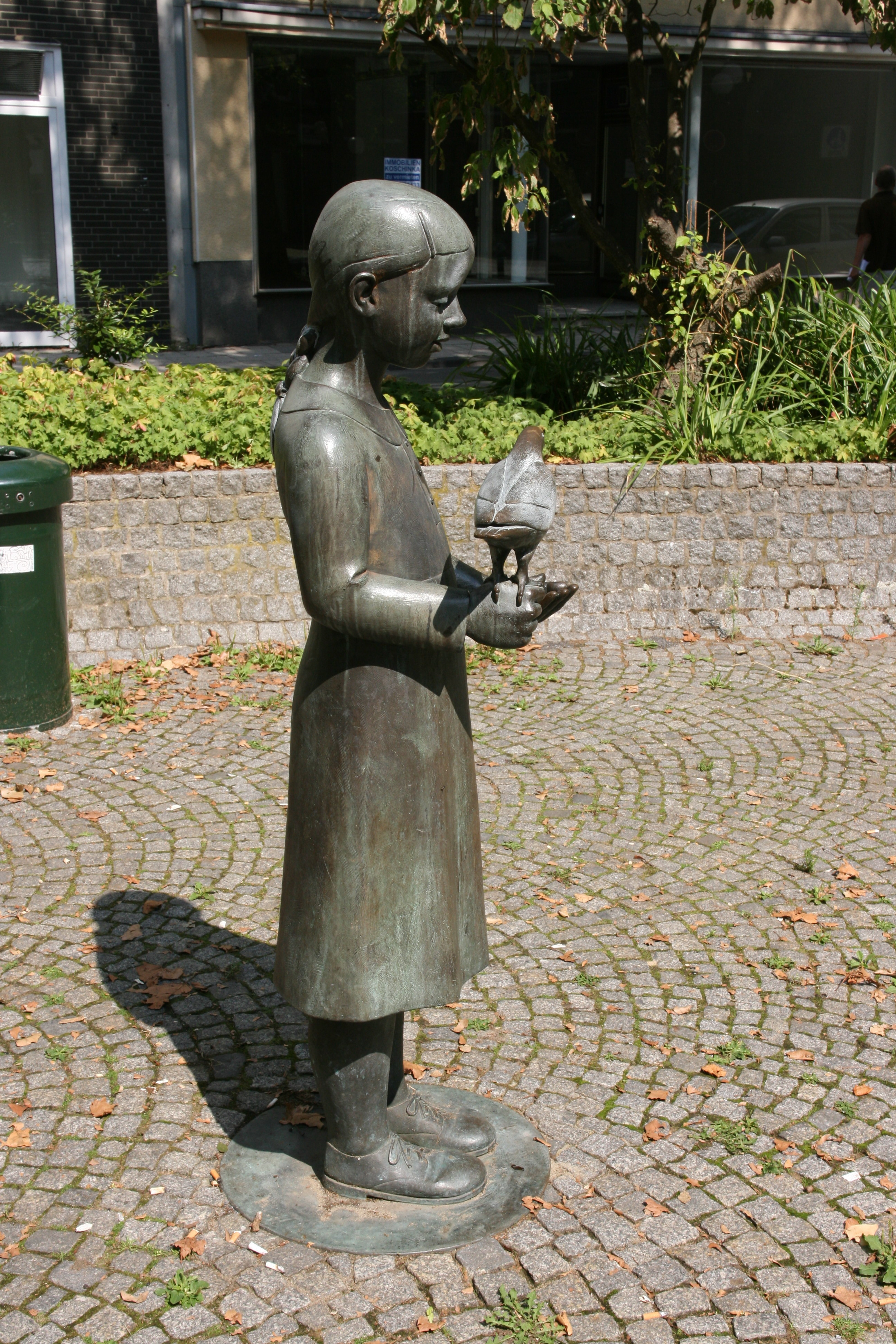
Mädchen mit Taube

Anette Wittkamp-Fröhling, Lüdinghausen – Aufgestellt 1990

Standort: Antoniusplatz, vor der Antoniuskirche
Nicht zufällig hält das in Form einer Bronzeplastik dargestellte Mädchen nahe der Antoniuskirche eine Taube in der Hand: Sie gilt als Lieblingstier der Bergleute und erinnert so an ein großes Kapitel der Industrie- und Wirtschaftsgeschichte Hertens. Die Plastik zeigt ein Kind in fürsorgender Beziehung zum Tier – ein Sinnbild dafür, dass beide, Mensch und Tier, Teile einer Schöpfung sind, für die der Mensch in besonderer Weise Sorge tragen muss. Die schlichte Figur fügt sich in die ebenfalls einfache Gestaltung des Antoniusplatzes ein.

## Heiliger Sebastianus

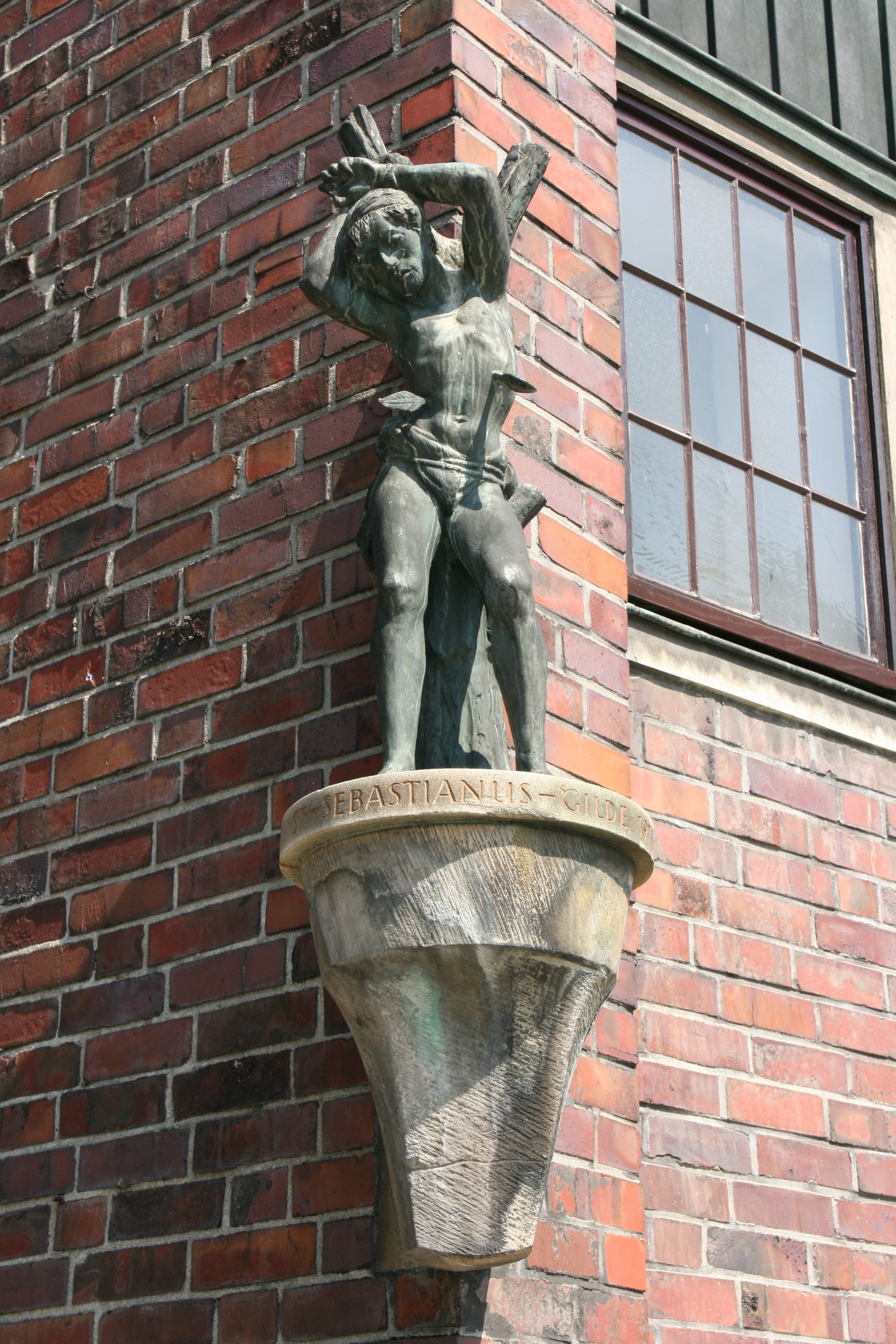
Heiliger Sebastianus

von Karl-Heinz Klein, Düsseldorf – Aufgestellt 1978

Standort: Antoniuskirche – Marktplatz
Man muss die Antoniuskirche umrunden, um am hinteren Teil ihres Südflügels, in dem sich die Sakristei befindet, die Statue des Hl. Sebastianus zu entdecken. Gemeinsam mit dem Hl. Antonius wurde er ursprünglich als Schutzpatron gegen die Pest verehrt. Noch heute hält die St. Sebastianus-Gilde dieses Gedenken wach. Die 1620 nach großen Pestepidemien entstandene Gilde verpflichtete sich der tätigen Nächstenliebe.

## Kommunikation

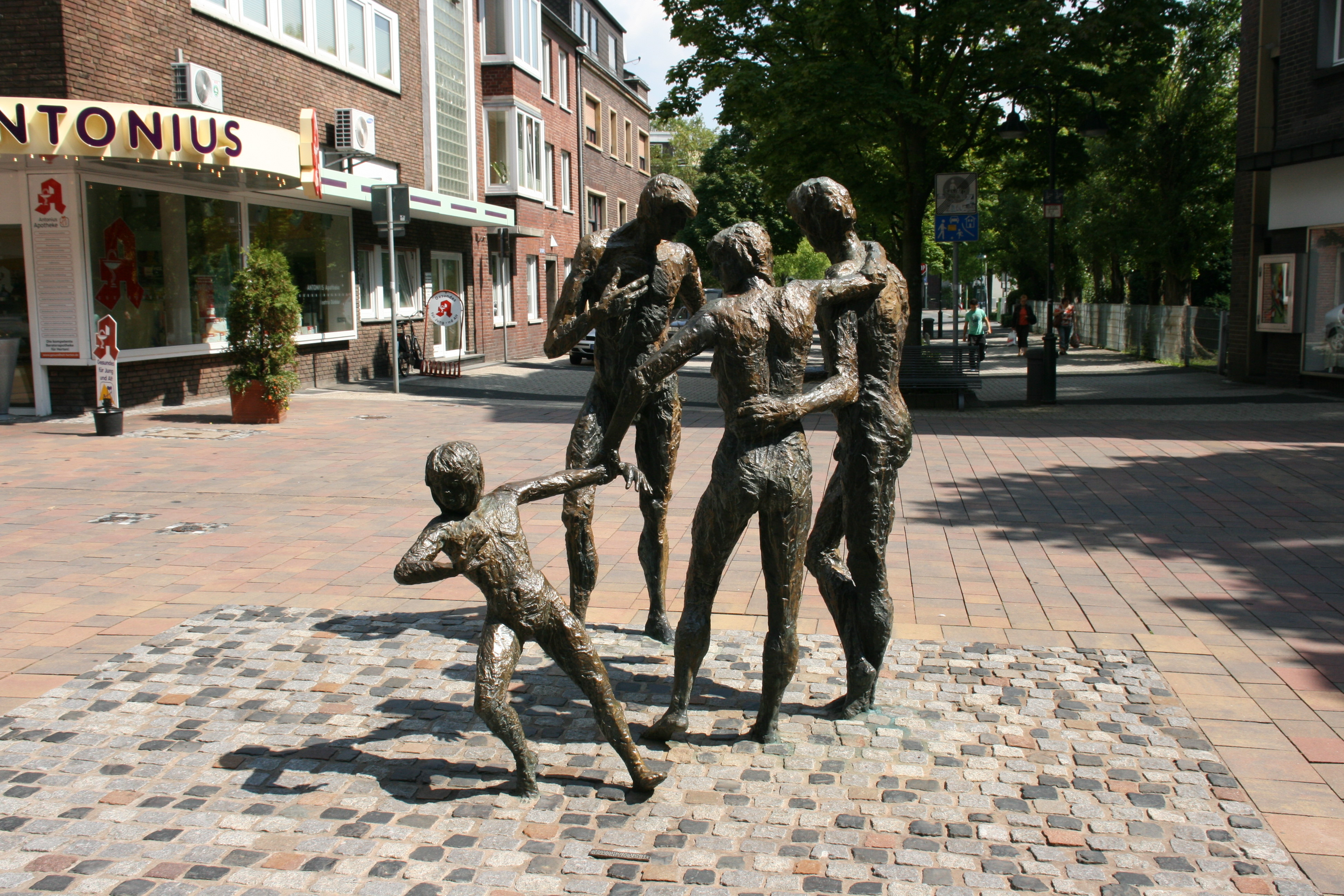
Kommunikation

von Heinrich Brockmeier, Recklinghausen – Aufgestellt 1986

Standort: Ewaldstraße – Vitusstraße
Kommunikation in der Fußgängerzone: Menschen begegnen einander und kommen ins Gespräch, verständigen sich. Eine solch alltägliche Situation stellt die lebensgroße Bronzeplastik in der Ewaldstraße dar. Doch der Betrachter findet an ihr auch Ungewöhnliches – so sind die dargestellten Figuren nackt (Zeichen ihrer Offenheit und Zugewandtheit?) und ein Kind scheint zu versuchen, aus der Gruppe „auszubrechen“ (was will es ohne Worte sagen?). Das im Volksmund „Die Nackten“ genannte Werk fordert dazu heraus, die vielen täglichen Begegnungen im Spiegel der Kunst einmal näher zu betrachten. „Kommunikation“ wurde ebenfalls von Heinrich Brockmeier erschaffen, von dem wir bereits „Der Lesende“ kennengelernt haben.

## Brunnensäule

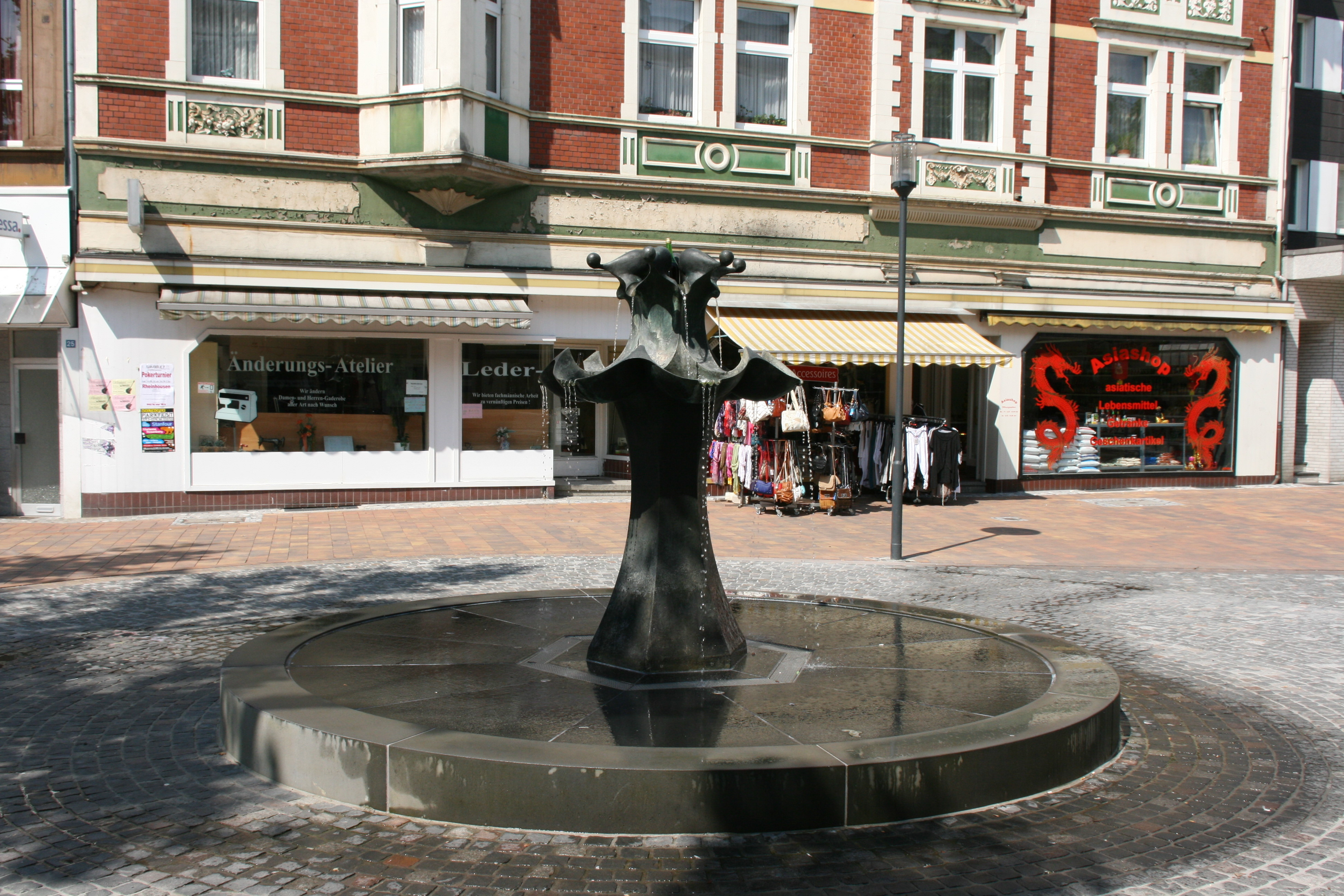
Brunnensäule

von Waldemar Wien, Herten – Aufgestellt 1979

Standort: Ewaldstraße – Antoniusstraße
Im Herzen der Stadt, auf der Kranzplatte der Ewaldstraße, entstand mit der „Brunnensäule“ ein Ort der Begegnung für Jung und Alt. Geschaffen wurde die zum Verweilen einladende Skulptur von Waldemar Wien, der damit sein zweites Kunstwerk für seine Heimatstadt schuf. Wie schon bei der zehn Jahre zuvor entstandenen „Vegetativen Säule“ so wählte er auch hier das Material Bronze in Kombination mit Wasser. 1994 wurde die ursprüngliche Einfassung des Brunnens mit Sitzbänken ersetzt durch einen abgeflachten, etwa 40 Zentimeter hohen Wall. Wer in der Nähe des Brunnens Platz nehmen möchte, findet dennoch entsprechende Sitzgelegenheiten.

## St. Antonius

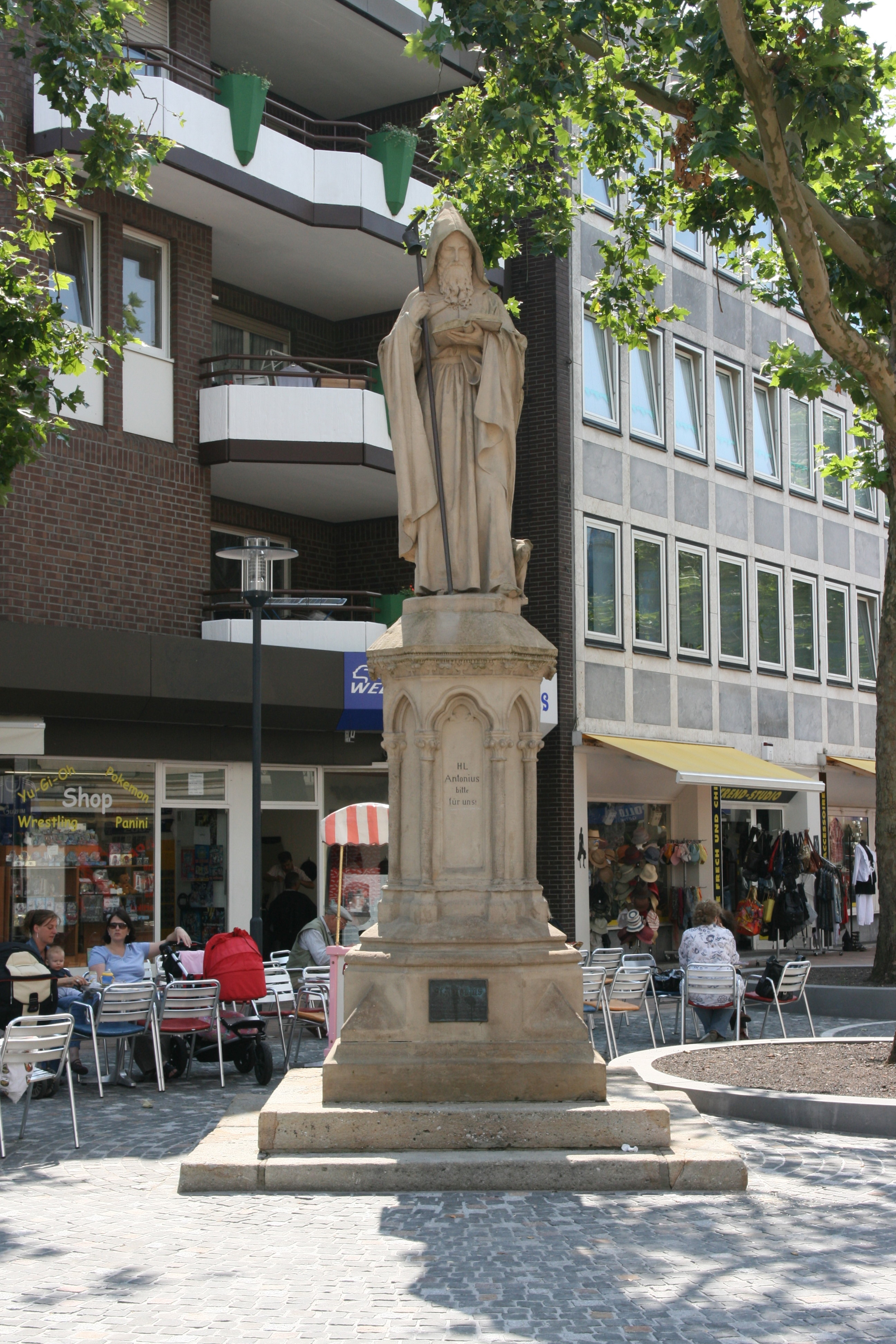
St. Antonius-Denkmal

von Wilhelm Bolte, Münster – Aufgestellt 1903

Standort: Antoniusstraße
Der Hl. Antonius ist der Schutzpatron der größten im Zentrum gelegenen Kirche Hertens. Die Skulptur aus Sandstein erhebt sich lebensgroß auf einem mit Sockelstufen ausgestatteten Postament. Am Sockel befindet sich eine Informationstafel aus Bronze. Der Hl. Antonius (251 – 356) gilt sowohl als Begründer des christlichen Mönchtums (die Mönchskutte und das Buch verweisen auf diesen Teil seiner Geschichte) als auch als Schutzheiliger gegen Pest und Viehkrankheiten (Symbol hierfür ist das Schwein unter der Kutte). Die Statue zeigt darüber hinaus das Antoniterkreuz (ein T-Stab mit Glocke). Dieses Wahrzeichen des 1059 gegründeten Antoniterordens symbolisiert die selbst gestellten Aufgaben – die Pflege der Kranken (das Kreuz ohne Spitze als Stütze) sowie die Speisung der Armen (die mit kleinen Glocken behängten Schweine der Antoniter durften zur Mast frei herumlaufen, ihr Fleisch wurde an die Armen verteilt).

## Aufbruch

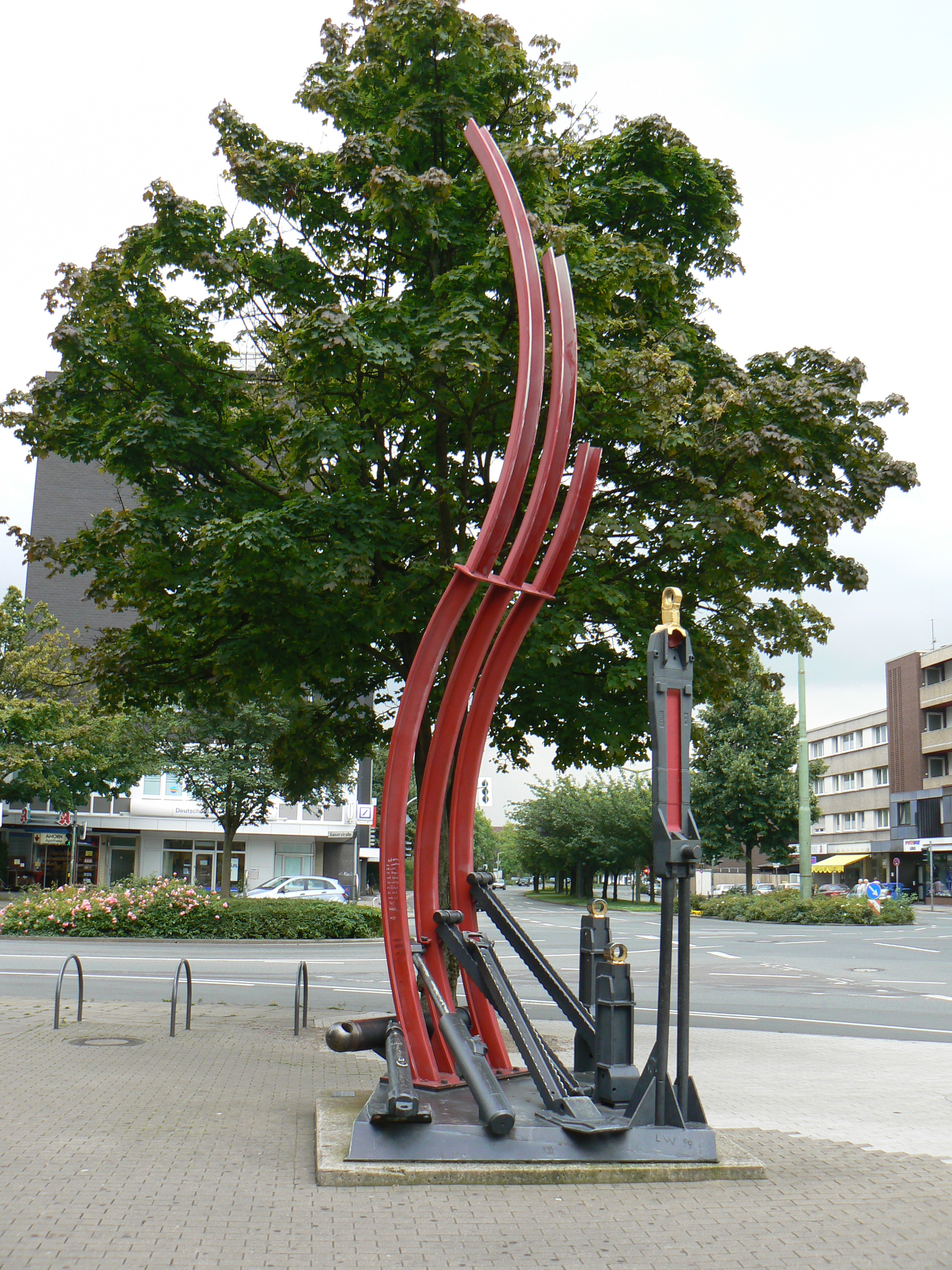
Aufbruch

von Leonard Wübbena, Wittmund – Aufgestellt 2000

Standort: Herten-Forum – Kaiserstraße – Konrad-Adenauer-Straße
Die jüngste Skulptur vor dem Herten-Forum in der Hertener Innenstadt steht für die jüngste Geschichte dieser Stadt: das sieben Meter hohe, aus Bergbau-Teilen gestaltete Werk trägt den Titel „Aufbruch“. Vergangenheit und Zukunft einer ganzen Region sind hier gestalterisch ausgedrückt. Entstammt das Material noch der über einhundert Jahre zählenden Bergbau-Geschichte Hertens so weisen die nach oben gewendete Dynamik der Skulptur und natürlich ihr Name hin auf die große Zukunftsaufgabe – den Aufbruch in ein neues Kapitel der Wirtschafts- und Stadtgeschichte.

## Windspiel
von Franz Brinkmann, Recklinghausen – Aufgestellt 1973

Standort: Hermannstraße
Ein Kunstwerk zum Anfassen, mehr noch: zum (Be)Spielen, befindet sich in der Hermannstraße. Aus Beton und Aluminium hat der Künstler ein „Windspiel“ geschaffen, seinen Platz fand es zwischen drehbaren Betonkugeln. Eine bewegliche Kugel, diesmal aus Aluminium bildet auch den Kern des Windspiels selbst. So wurde mit unterschiedlichen Materialien ein Motiv dargestellt, dessen Beweglichkeit zu spielerischer Aktion herausfordert.

## Miteinander

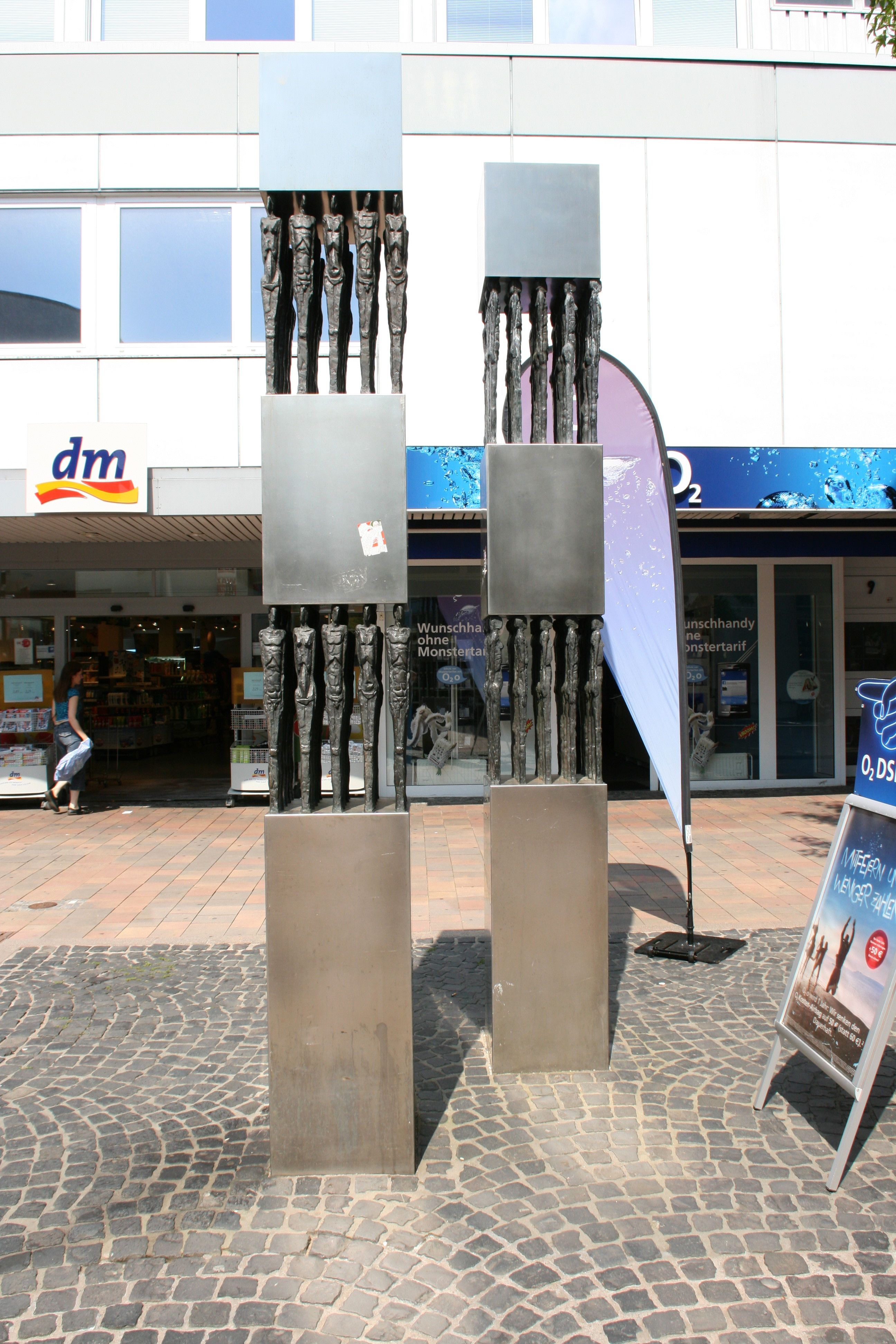
Miteinander

von Heinrich Brockmeier, Recklinghausen – Aufgestellt 1999

Standort: Hermannstraße – Jakobstraße
Es ist nach der „Der Lesende“ und „Kommunikation“ das dritte Werk des Künstlers für den Hertener Skulpturenpfad und es ist das jüngste: „Miteinander“ – dieser weit gefasste Titel lässt den Assoziationen und Interpretationen der Betrachter wohl bewusst freien Lauf. Denn die 15 Tonnen schwere Plastik – zwei Edelstahlsäulen mit vier Gruppen von insgesamt 100 Bronzefiguren – verbindet Dynamisches mit Statischem. Menschen begegnen einander, aber sie verharren nebeneinander, keine gemeinsame Aktion, kein vereintes Streben zeichnet sich ab. Trotzdem steht die Skulptur auch für das Lebensgefühl dieser Stadt: „Gemeinsam sind wir stark“.

## Großer Summstein

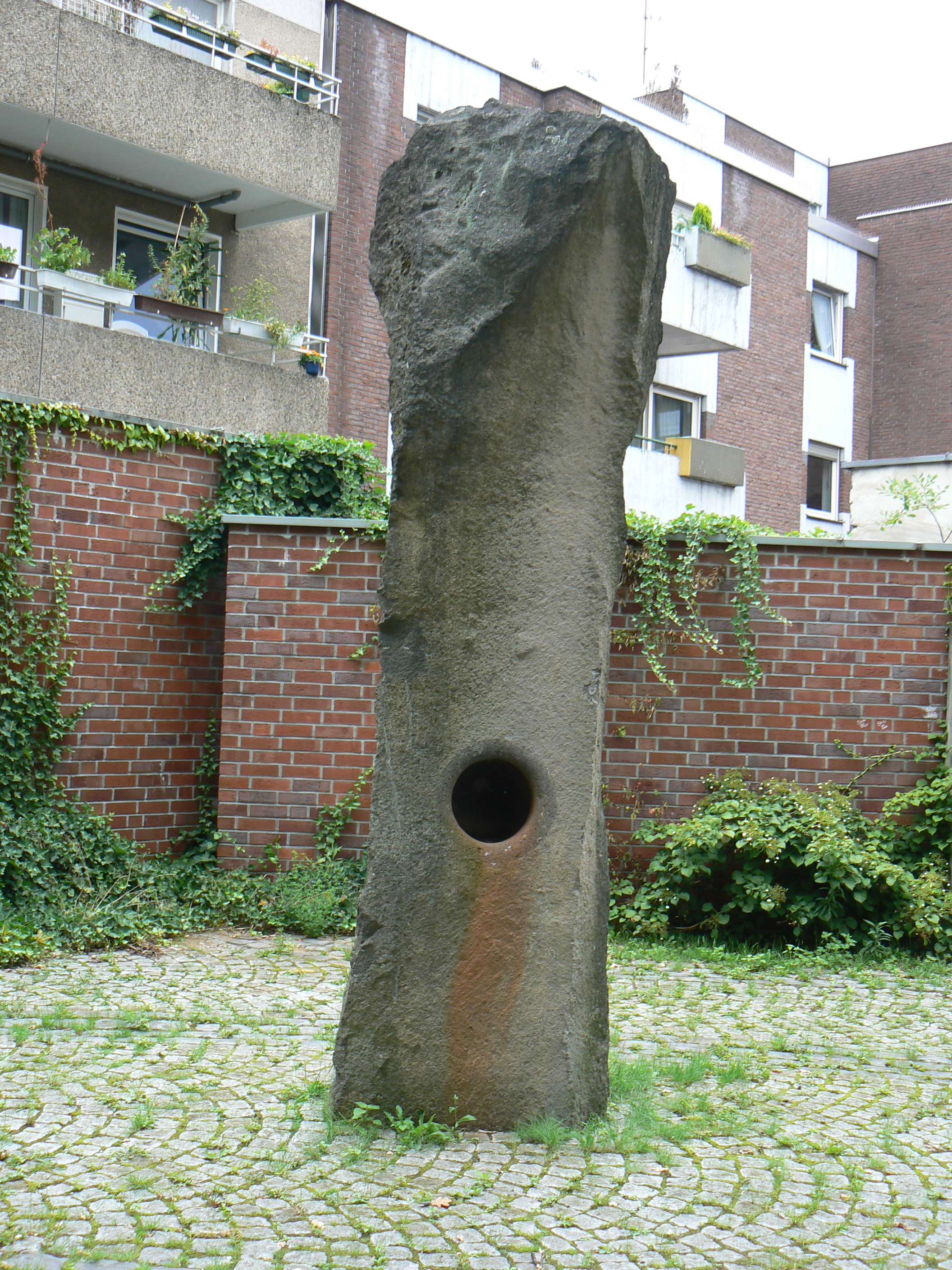
Großer Summstein

von Hugo Kükelhaus – Aufgestellt 1994

Standort: Glashaus-Innenhof – Jakobstraße
„Erfahrungswelten zur Entfaltung der Sinne“ so nennt Hugo Kükelhaus seine Skulpturen. Auch der „Große Summstein“ im Glashaus-Innenhof stellt eine solche Erfahrungsstation dar. Der Betrachter ist aufgefordert, den Stein zu ertasten und sogar in ihn einzudringen. Wer seinen Kopf in die Aushöhlung des „Großen Summstein“ hält und dabei summt, der wird die Vibrationen des eigenen Körpers spüren. Auf diese Weise sensibilisiert Kükelhaus die Menschen dafür, ihre Umwelt und sich selbst mit allen Sinnen wahrzunehmen.

## Schweineherde

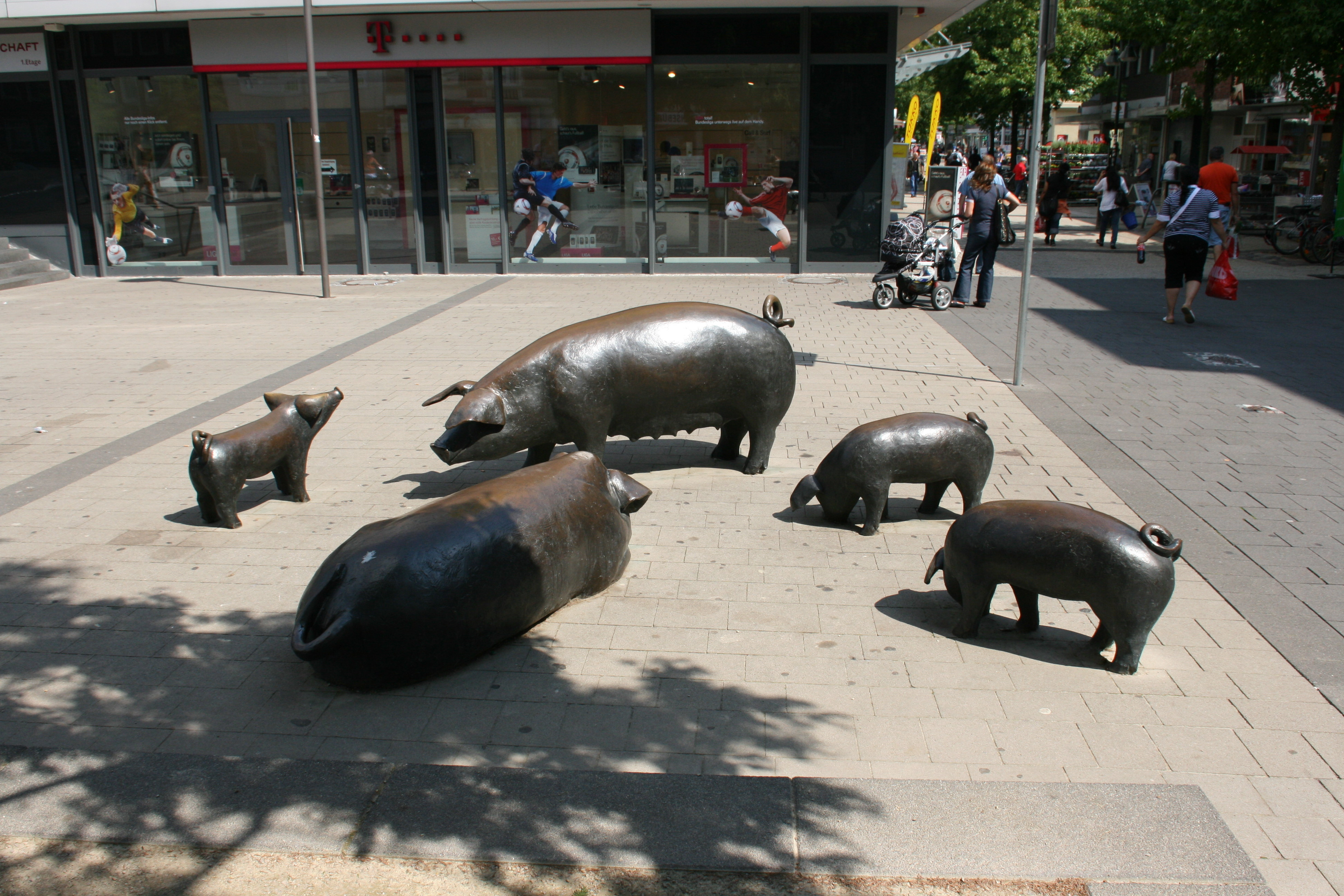
Schweineherde

von Peter Lehmann, Großenkneten – Aufgestellt 1990 

Standort: Otto-Wels-Platz (Kurt-Schumacher-Straße – Hermannstraße)
Mit der Schweineherde auf dem Otto-Wels-Platz verfügt Herten über ein weiteres Stück Kunst zum Anfassen. Die zehn Bronzeskulpturen (ein Eber, drei Sauen, sechs Ferkel) sollen insbesondere Kinder ansprechen und in ihren Bann ziehen – das wünschte sich Stifterin Elisabeth Tengelmann, geborene Schweisfurth. Die Schweineherde ist eines von drei Kunstwerken, die von Mitgliedern der Familie Schweisfurth gespendet wurden. Auch die „Vegetative Säule“ und das „Fohlen“ gehören dazu.

## Gedenktafel „Otto Wels“

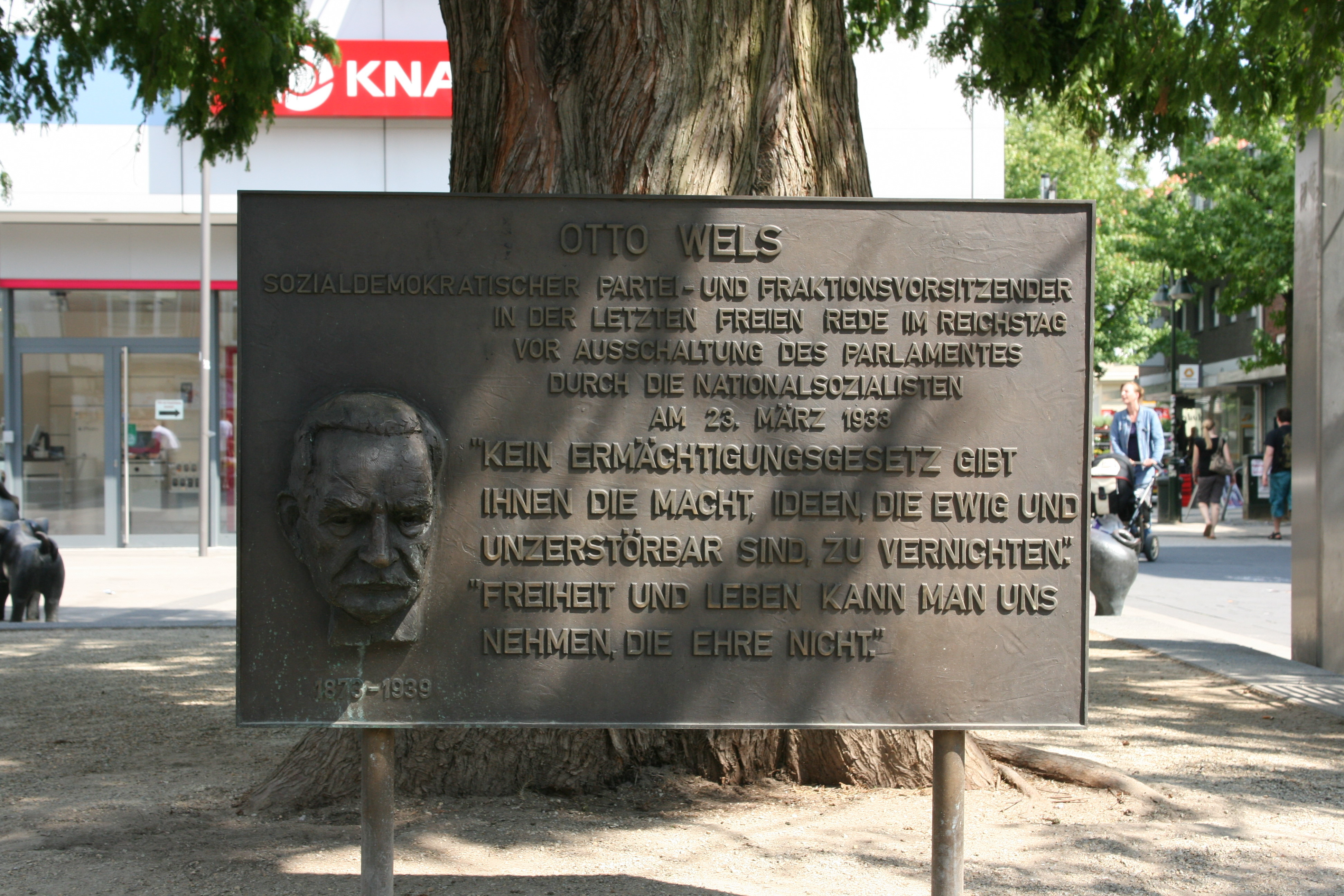
Gedenktafel Otto Wels

Von Heinrich Brockmeier, Recklinghausen – Aufgestellt 16. September 1983

Standort: Otto-Wels-Platz (Kurt-Schumacher-Straße – Hermannstraße)
Mit Otto Wels (geb. 1873 in Berlin, gest. 1939 in Paris) würdigt die Stadt Herten einen in besonderem Maße couragierten Politiker: Der Sozialist gehörte von 1912 bis 1918 sowie von 1920 bis 1933 dem Reichstag an. Seit 1919 war er einer der Vorsitzenden der SPD. Nach der Regierungsübernahme Hitlers begründete Wels als Fraktionsvorsitzender der SPD im Reichstag am 23. März 1933 die Ablehnung des Ermächtigungsgesetzes durch seine Partei. Dabei sagte er die berühmten Sätze: „Kein Ermächtigungsgesetz gibt die Macht, Ideen, die ewig und unzerstörbar sind, zu vernichten!“ und: „Freiheit und Leben kann man uns nehmen, die Ehre nicht!“ Seine Worte gelten als die letzten freien Worte im Deutschen Reichstag. Alle 94 anwesenden SPD-Abgeordneten stimmten gegen das Gesetz, (die KPD war bereits verboten). Der restliche Reichstag stimmte dafür. Im August 1933 wurde Otto Wels die deutsche Staatsbürgerschaft aberkannt und Wels ging ins französische Exil. Genau 50 Jahre nach Wels Rede im Reichstag, am 23. März 1983, beschloss der Rat Herten, den zentralen Platz vor dem Rathaus „Otto-Wels-Platz“ zu benennen.
Bei der aufgestellten Gedenktafel handelt es sich um eine Rekonstruktion des im Jahre 2005 im Zusammenhang mit dem Umbau des ehemaligen Hallenbades zu einem Einkaufszentrum gestohlenen Originals.

## Großes Vollblutfohlen

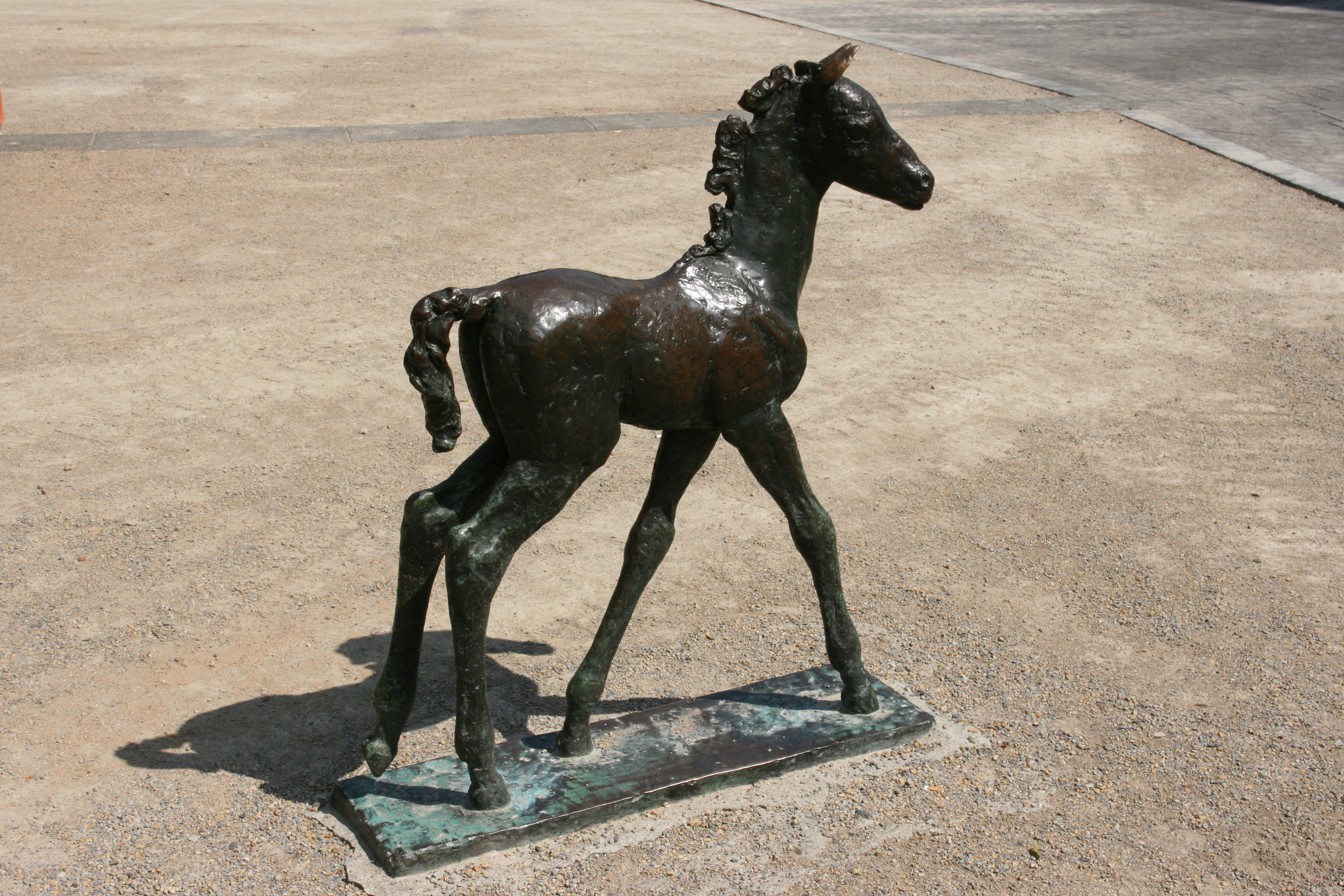
Großes Vollblutfohlen

von Renée Sintenis, Graz – Aufgestellt 1957 

Standort: Kurt-Schumacher-Straße – vor dem Rathaus-Haupteingang – am Weg zum Schlosspark
Das „Große Vollblutfohlen“ ist ein Geschenk des Ehrenbürgers Karl Ludwig Schweisfurth an „seine“ Stadt Herten. Das 1957 aufgestellte Werk ist eine von der Bildhauerin Renée Sintenis im Jahre 1940 gestaltete Plastik. Sintenis war bekannt für ihre meist kleinen Bildwerke junger Tiere in Bronze, die sie in ihrer je charakteristischen Bewegung darzustellen wusste. Das „Große Vollblutfohlen“ ist eine Originalplastik, die von der Künstlerin nur einmal geschaffen wurde.
Nachdem das Fohlen aufgrund der baulichen und gestalterischen Veränderungen rund ums Rathaus mehrfach „umzog“, sollte es im Mai 2006 auf der Baumtreppe seinen endgültigen Standort finden. Doch bereits im Juli wurde das bronzene Fohlen von seinem Fundament gefräst und entwendet. Fünf Tage nach dem Diebstahl gelangte das Fohlen glücklicherweise in die Hände der Hertener Polizei, jedoch in drei Teile zerlegt. Im Auftrag der Stadt Herten wurde die Bronzeplastik von dem Recklinghäuser Künstler Heinrich Brockmeier originalgetreu und fachgerecht zusammengefügt. Seit Dezember 2006 hat das Fohlen wieder seinen Platz im öffentlichen Raum. Aufgrund der Erfahrung entschied sich die Stadt, das Fohlen zukünftig nicht mehr unbeaufsichtigt zu lassen und es direkt oben am Rathaushaupteingang aufzustellen.

## Musikanten

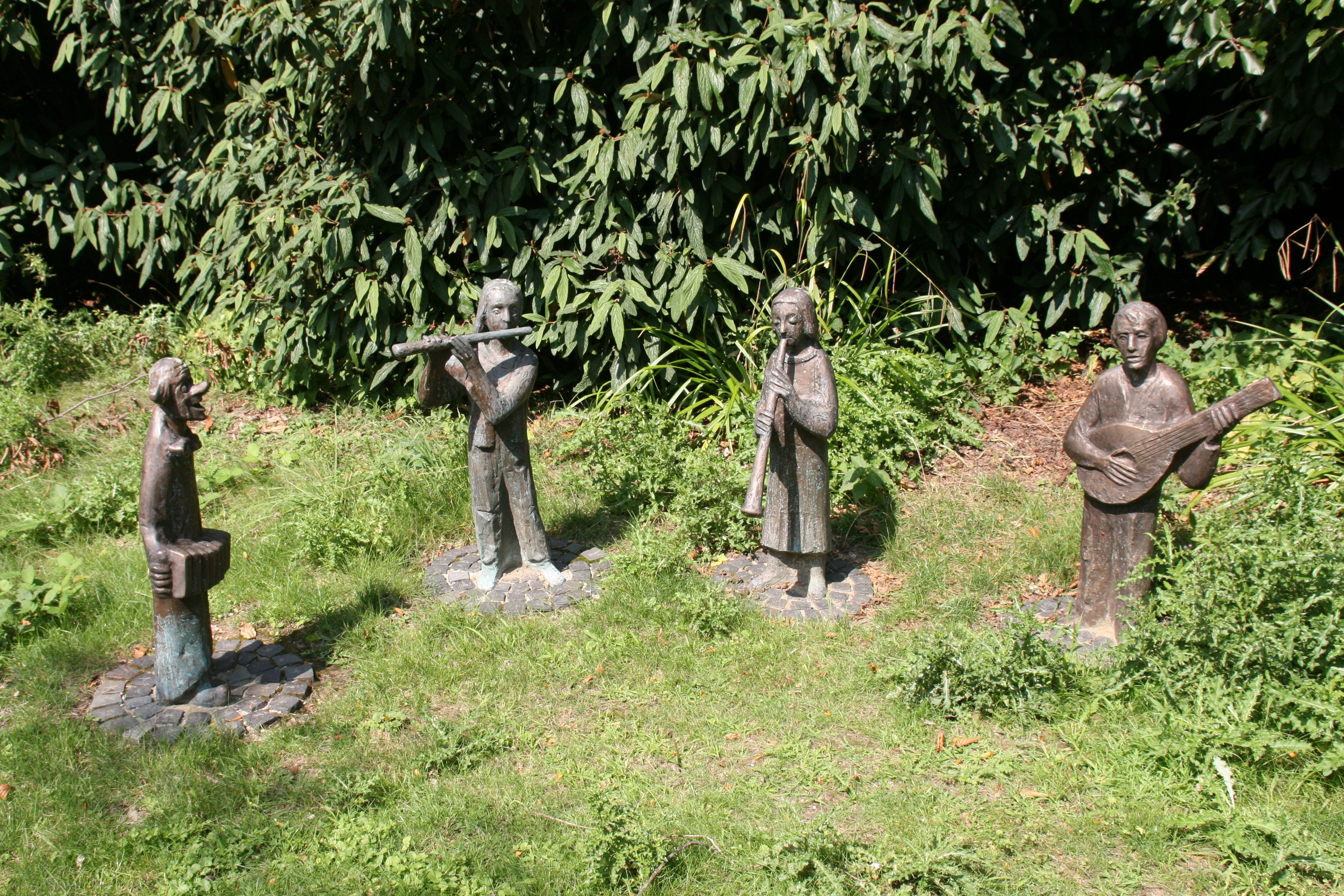
Musikanten

von Joseph Krautwald, Rheine – Aufgestellt 1992 

Standort: Kurt-Schumacher-Straße – vor dem Rathaus-Haupteingang – am Weg zum Schlosspark
In den vier Figuren die im Garten der Volkshochschule ein schattiges Plätzchen gefunden haben, verbinden sich zwei große Künste – die bildende Kunst und die Musik. Die Bronze-Musiker wiesen an ihrem Standort Bildungshungrigen den Weg, die, aus der Innenstadt kommend, die Stadtbücherei in ihrem alten Domizil im Rathaus-Nebengebäude besuchen wollten. Heute findet sie nur derjenige, der von ihrer Existenz weiß.

## Die Bergleute
von Uschi Klaas,

Standort: Dorfanger-Herten-Bertlich
Die Figuren aus Bronze sind eine Würdigung der Bergbauzeit. Der Stehende isst sein Butterbrot, der Sitzende kaut Tabak.